# Statistiche e record dell'Hockey Roller Club Monza
Di seguito sono riportati i record e i dati statistici relativi all'HRC Monza a partire dalla stagione 2013-2014 quando la società è stata rifondata ed ha assunto la denominazione attuale.

## Tabella stagioni sportive
| Stagione  | Campionato | Campionato | Campionato | Campionato | Campionato | Campionato | Campionato | Campionato | Campionato | Play-off | Play-off | Play-off | Play-off | Play-off | Play-off | Play-out | Play-out | Play-out | Play-out | Play-out | Play-out | Coppa Italia     | Coppe europee          | Allenatore   |
| Stagione  | Div.       | G          | V          | N          | P          | F          | S          | Pt         | Pos        | G        | V        | N        | P        | F        | S        | G        | V        | N        | P        | F        | S        | Coppa Italia     | Coppe europee          | Allenatore   |
| --------- | ---------- | ---------- | ---------- | ---------- | ---------- | ---------- | ---------- | ---------- | ---------- | -------- | -------- | -------- | -------- | -------- | -------- | -------- | -------- | -------- | -------- | -------- | -------- | ---------------- | ---------------------- | ------------ |
| 2013-2014 | B          | 22         | 15         | 4          | 3          | 188        | 92         | 45         | 1º         |          |          |          |          |          |          |          |          |          |          |          |          |                  |                        | T. Colamaria |
| 2014-2015 | A2         | 20         | 17         | 1          | 2          | 105        | 55         | 52         | 1º         |          |          |          |          |          |          |          |          |          |          |          |          |                  |                        | T. Colamaria |
| 2015-2016 | A1         | 26         | 11         | 3          | 12         | 104        | 104        | 36         | 8º         | 2        | 0        | 0        | 2        | 1        | 7        |          |          |          |          |          |          |                  |                        | T. Colamaria |
| 2016-2017 | A1         | 26         | 10         | 2          | 14         | 104        | 105        | 32         | 10º        |          |          |          |          |          |          |          |          |          |          |          |          | Quarti di finale | CERS: Ottavi di finale | T. Colamaria |
| 2017-2018 | A1         | 26         | 11         | 3          | 12         | 107        | 115        | 36         | 8º         | 2        | 0        | 0        | 2        | 5        | 13       |          |          |          |          |          |          |                  |                        | T. Colamaria |
| 2018-2019 | A1         | 26         | 10         | 5          | 11         | 97         | 102        | 35         | 9º         |          |          |          |          |          |          |          |          |          |          |          |          |                  | EU: Fase a gironi      | T. Colamaria |
| 2019-2020 | A1         | 22         | 4          | 4          | 14         | 62         | 93         | 16         | 13º        |          |          |          |          |          |          |          |          |          |          |          |          |                  | EU: Fase a gironi      | T. Colamaria |
| 2020-2021 | A1         | 26         | 7          | 4          | 15         | 75         | 99         | 25         | 12º        |          |          |          |          |          |          | 6        | 3        | 0        | 3        | 28       | 30       |                  |                        | T. Colamaria |
| 2021-2022 | A1         | 26         | 6          | 4          | 16         | 82         | 109        | 22         | 12º        |          |          |          |          |          |          | 6        | 4        | 1        | 1        | 30       | 19       |                  |                        | T. Colamaria |
| 2022-2023 | A1         | 26         | 8          | 4          | 14         | 75         | 93         | 28         | 10º        | 2        | 0        | 0        | 2        | 6        | 8        |          |          |          |          |          |          |                  |                        | T. Colamaria |
| 2023-2024 | A1         | 26         | 6          | 3          | 17         | 94         | 99         | 21         | 11º        |          |          |          |          |          |          | 4        | 2        | 1        | 1        | 19       | 11       |                  | WSE: Quarti di finale  | T. Colamaria |
| 2024-2025 | A1         | 26         | 9          | 8          | 9          | 87         | 85         | 35         | 8º         | 2        | 1        | 0        | 1        | 6        | 7        |          |          |          |          |          |          | Quarti di finale |                        | I. Jaquierz  |

LEGENDA: 
EU/CHL: Eurolega/Champions League
CERS/WSE: Coppa CERS/WSE

## Bilancio generale incontri
Riepilogo risultati a partire dalla stagione 2013-2014 alla stagione 2023-2024.
| Competizione      | G   | V   | N  | P   | GF   | GS   |
| ----------------- | --- | --- | -- | --- | ---- | ---- |
| Serie A1          | 230 | 73  | 32 | 125 | 800  | 919  |
| Serie B           | 22  | 15  | 4  | 3   | 188  | 92   |
| Serie A2          | 20  | 17  | 1  | 2   | 105  | 55   |
| Play-out          | 16  | 9   | 2  | 5   | 77   | 60   |
| Eurolega          | 11  | 5   | 1  | 5   | 32   | 40   |
| Coppa CERS/WSE    | 11  | 7   | 0  | 4   | 49   | 42   |
| Federation Cup    | 10  | 8   | 1  | 1   | 99   | 42   |
| Play-off scudetto | 6   | 0   | 0  | 6   | 12   | 28   |
| Coppa Italia      | 1   | 0   | 0  | 1   | 3    | 6    |
| TOTALE            | 327 | 134 | 41 | 152 | 1365 | 1284 |

## Bilancio dell'HRC Monza con le squadre affrontate nella stagione regolare di Serie A1
Riepilogo risultati a partire dalla stagione 2015-2016 alla stagione 2022-2023.
| Avversario       | G  | V | N | P  | GF | GS |
| ---------------- | -- | - | - | -- | -- | -- |
| AFP Giovinazzo   | 6  | 5 | 1 | 0  | 33 | 15 |
| Amatori Lodi     | 16 | 3 | 0 | 13 | 41 | 75 |
| Amatori Vercelli | 2  | 1 | 1 | 0  | 6  | 3  |
| Bassano          | 15 | 4 | 2 | 9  | 55 | 61 |
| Breganze         | 12 | 4 | 2 | 6  | 34 | 49 |
| CGC Viareggio    | 12 | 2 | 2 | 8  | 32 | 50 |
| Correggio        | 9  | 6 | 2 | 1  | 41 | 39 |
| Cremona          | 4  | 3 | 0 | 1  | 20 | 15 |
| Follonica        | 16 | 4 | 5 | 7  | 59 | 63 |
| Forte dei Marmi  | 16 | 1 | 0 | 15 | 41 | 80 |
| Grosseto         | 6  | 0 | 1 | 5  | 17 | 31 |
| Matera           | 4  | 2 | 0 | 2  | 18 | 16 |
| Montebello       | 7  | 0 | 3 | 4  | 29 | 33 |
| Montecchio P.    | 2  | 2 | 0 | 0  | 9  | 5  |
| Roller Scandiano | 8  | 6 | 0 | 2  | 38 | 23 |
| Sandrigo         | 12 | 7 | 1 | 4  | 57 | 42 |
| Sarzana          | 16 | 7 | 3 | 6  | 60 | 54 |
| Thiene           | 6  | 3 | 2 | 1  | 22 | 18 |
| Trissino         | 14 | 4 | 1 | 9  | 49 | 65 |
| Valdagno         | 16 | 5 | 1 | 10 | 46 | 50 |
| Vercelli         | 4  | 0 | 2 | 2  | 11 | 14 |

## Partecipazioni

### Campionati nazionali
| Livello | Categoria | Partecipazioni | Debutto   | Ultima stagione | Totale |
| ------- | --------- | -------------- | --------- | --------------- | ------ |
| 1º      | Serie A1  | 10             | 2015-2016 | 2024-2025       | 10     |
| 2º      | Serie A2  | 1              | 2014-2015 | 2014-2015       | 1      |
| 3º      | Serie B   | 1              | 2013-2014 | 2013-2014       | 1      |

### Coppe nazionali
| Competizione   | Partecipazioni | Debutto   | Ultima stagione |
| -------------- | -------------- | --------- | --------------- |
| Coppa Italia   | 2              | 2016-2017 | 2024-2025       |
| Federation Cup | 1              | 2017-2018 | 2017-2018       |

### Partecipazione alle coppe europee
| Competizione                                 | Partecipazioni | Debutto   | Ultima stagione |
| -------------------------------------------- | -------------- | --------- | --------------- |
| Coppa dei Campioni/Champions League/Eurolega | 2              | 2018-2019 | 2019-2020       |
| Coppa CERS/WSE                               | 2              | 2016-2017 | 2023-2024       |

## Risultati record della squadra

### Competizioni nazionali
Statistiche a partire dalla stagione 2013-2014 alla stagione 2023-2024.
- Miglior vittoria: HRC Monza - AFP Giovinazzo 12 a 1 del 31 dicembre 2015.
  - Miglior vittoria in casa: HRC Monza - AFP Giovinazzo 12 a 1 del 31 dicembre 2015.
  - Miglior vittoria esterna: Matera - HRC Monza 3 a 8 del 16 ottobre 2021.
- Peggior sconfitta: Forte dei Marmi - HRC Monza 12 a 1 del 23 ottobre 2019. 
  - Peggior sconfitta in casa: HRC Monza - Trissino 1 a 8 del 9 gennaio 2021.
  - Peggior sconfitta esterna: Forte dei Marmi - HRC Monza 12 a 1 del 23 ottobre 2019.
- Maggior numero di reti in una stagione: 107 nel 2017-2018.
- Massima serie positiva: 6 (dalla 4ª alla 9ª giornata nel 2016-2017, con un bilancio di 6 vittorie).
- Massima serie negativa: 9 (dalla 15ª alla 26ª giornata nel 2023-2024, con un bilancio di 8 sconfitte e 1 pareggio).
- Vittorie consecutive: 6 (dalla 4ª alla 9ª giornata nel 2016-2017).
- Pareggi consecutivi: 2 (dalla 15ª alla 16ª giornata nel 2020-2021).
- Sconfitte consecutive: 8 (dalla 18ª alla 25ª giornata nel 2023-2024).
- Vittorie in una stagione: 11 nel 2015-2016, nel 2016-2017 e nel 2017-2018.
- Pareggi in una stagione: 5 nel 2018-2019.
- Sconfitte in una stagione: 17 nel 2023-2024.

### Competizioni internazionali
- Miglior vittoria: HRC Monza - Montreux 6 a 2 del 1º dicembre 2018 (Edizione 2018-2018).
- Peggior sconfitta: Porto - HRC Monza 10 a 1 del 19 ottobre 2019 (Edizione 2019-2020).
- Partita con più gol: Porto - HRC Monza 10 a 1 del 19 ottobre 2019 (Edizione 2019-2020).
- Massima serie positiva: 3 partite (dalla 2ª alla 4ª giornata del girone eliminatorio dell'edizione 2018-2019).
- Vittorie consecutive: 3 partite (dalla 2ª alla 4ª giornata del girone eliminatorio dell'edizione 2018-2019).

- Miglior vittoria: HRC Monza - King's Lynn 12 a 1 del 17 novembre 2023 (Edizione 2023-2024).
- Peggior sconfitta: Sarzana - HRC Monza 8 a 1 del 17 febbraio 2024 (Edizione 2023-2024).
- Partita con più gol: 13 reti; HRC Monza - King's Lynn 12 a 1 del 17 novembre 2023 (Edizione 2023-2024).
- Massima serie positiva: 2 partite (dagli ottavi di finale di andata agli ottavi di finale di ritorno dell'edizione 2016-2017; prima e seconda giornata turno di qualificazione e ottavi di finale di andata agli ottavi di finale di ritorno dell'edizione 2023-2024).
- Vittorie consecutive: 2 partite (dagli ottavi di finale di andata agli ottavi di finale di ritorno dell'edizione 2016-2017; prima e seconda giornata turno di qualificazione e ottavi di finale di andata agli ottavi di finale di ritorno dell'edizione 2023-2024).